# Cratere Lebesgue
Lebesgue è un cratere lunare di 11,39 km situato nella parte sud-orientale della faccia visibile della Luna.